# Sergentomyia kauli
Sergentomyia kauli är en tvåvingeart som beskrevs av Lewis 1978. Sergentomyia kauli ingår i släktet Sergentomyia och familjen fjärilsmyggor. Inga underarter finns listade i Catalogue of Life.